# 정글밥 (텔레비전 프로그램)
《정글밥》은 SBS TV에서 매주 목요일 오후 9시에 방송 중인 예능 프로그램이다.

## 방송 시간
| 방송 채널 | 방송 기간                         | 방송 시간                    | 비고      |
| --------- | --------------------------------- | ---------------------------- | --------- |
| SBS TV    | 2024년 8월 13일 ~ 2024년 10월 8일 | 매주 화요일 밤 10:20 ~ 11:50 | 통합 편성 |
| SBS TV    | 2025년 2월 27일 ~ 2025년 5월 22일 | 매주 목요일 밤 9:00 ~ 10:30  | 통합 편성 |

## 출연자
| 대수 | 출연자   | 출연 기간                         |
| ---- | -------- | --------------------------------- |
| 1대  | 유이     | 2024년 8월 13일 ~ 2024년 10월 8일 |
| 1대  | 이승윤   | 2024년 8월 13일 ~ 2024년 10월 8일 |
| 1대  | 류수영   | 2024년 8월 13일 ~ 2024년 10월 8일 |
| 1대  | 서인국   | 2024년 8월 13일 ~ 2024년 10월 8일 |
| 2대  | 김경남   | 2024년 9월 10일 ~ 2024년 10월 8일 |
| 3대  | 류수영   | 2025년 2월 27일 ~ 2025년 5월 22일 |
| 4대  | 윤남노   | 2025년 2월 27일 ~ 2025년 5월 22일 |
| 4대  | 김옥빈   | 2025년 2월 27일 ~ 2025년 5월 22일 |
| 4대  | 최현석   | 2025년 2월 27일 ~ 2025년 5월 22일 |
| 4대  | 최다니엘 | 2025년 2월 27일 ~ 2025년 3월 27일 |
| 5대  | 이준     | 2025년 4월 17일 ~ 2025년 5월 22일 |

## 시청률

### 2024년 시즌 1
최저 시청률과 최고 시청률은 시청률 조사회사와 지역별로 시청률에 차이가 있을 수 있습니다.
| 회차 | 방송일   | 부제     | 시청률          | 시청률            | 시청률          |
| 회차 | 방송일   | 부제     | 대한민국 (전국) | 대한민국 (수도권) | 대한민국 (2040) |
| ---- | -------- | -------- | --------------- | ----------------- | --------------- |
| 1    | 8월 13일 | 바누아투 | 3.7%            | 4.3%              | 1.8%            |
| 2    | 8월 20일 | 바누아투 | 3.6%            | 3.9%              | 1.1%            |
| 3    | 8월 27일 | 바누아투 | 4.0%            | 3.9%              | 1.8%            |
| 4    | 9월 3일  | 바누아투 | 3.6%            | -                 | -               |
| 5    | 9월 17일 | 팔라우   | 3.2%            | 3.3%              | 1.6%            |
| 6    | 9월 24일 | 팔라우   | 3.2%            | 3.5%              | 1.2%            |
| 7    | 10월 1일 | 팔라우   | 2.7%            | %                 | %               |
| 8    | 10월 8일 | 팔라우   | 2.9%            | %                 | %               |

### 2025년 시즌 2
최저 시청률과 최고 시청률은 시청률 조사회사와 지역별로 시청률에 차이가 있을 수 있습니다.
| 회차 | 방송일   | 부제            | 시청률          | 시청률            | 시청률          |
| 회차 | 방송일   | 부제            | 대한민국 (전국) | 대한민국 (수도권) | 대한민국 (2040) |
| ---- | -------- | --------------- | --------------- | ----------------- | --------------- |
| 1    | 2월 27일 | 페루            | 2.7%            |                   |                 |
| 2    | 3월 6일  | 페루            | 2.5%            |                   |                 |
| 3    | 3월 13일 | 페루            | 2.4%            |                   |                 |
| 4    | 3월 27일 | 페루            | 2.5%            |                   |                 |
| 5    | 4월 3일  | 도미니카 공화국 | 2.3%            |                   |                 |
| 6    | 4월 10일 | 도미니카 공화국 | 2.7%            |                   |                 |
| 7    | 4월 17일 | 도미니카 공화국 | 3.3%            |                   |                 |
| 8    | 4월 24일 | 도미니카 공화국 | 3.0%            |                   |                 |
| 9    | 5월 1일  | 도미니카 공화국 | 2.5%            |                   |                 |
| 10   | 5월 8일  | 도미니카 공화국 | 3.2%            |                   |                 |
| 11   | 5월 15일 | 도미니카 공화국 | 2.5%            |                   |                 |
| 12   | 5월 22일 | 도미니카 공화국 | 2.9%            |                   |                 |

## 편성 변경
- 2024년 9월 17일 : 추석 특집 저녁 5시 30분 편성.

## 결방
- 2024년 9월 10일 : 특선 영화 육사오(6/45) 편성 으로 인한 결방.
- 2025년 3월 20일 : 2026북중미 월드컵 3차예선 대한민국 VS 오만 중계방송으로 인한 결방.

## 수상
- 2024년 SBS 연예대상 여자 우수상 (유이)
- 2024년 SBS 연예대상 남자 최우수상 (류수영)